# FIM-92刺針便攜式防空飛彈

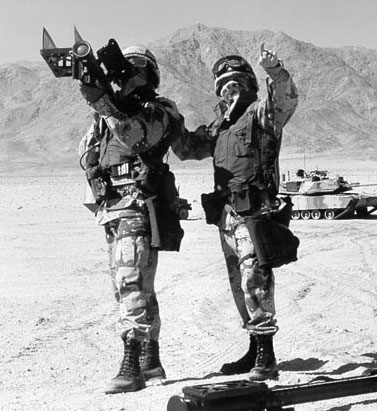
波斯灣戰爭驗證了沙漠可用性

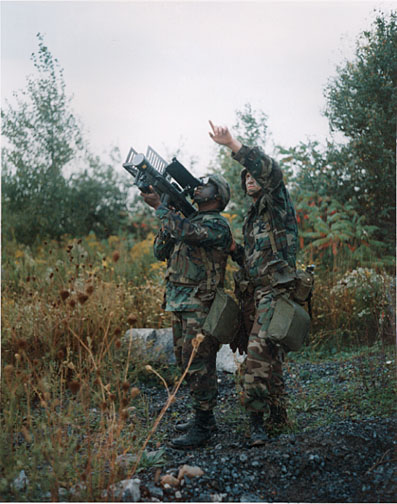
刺針常作為政治籌碼提供給小規模游擊隊或反抗軍，以對敵方政府施壓

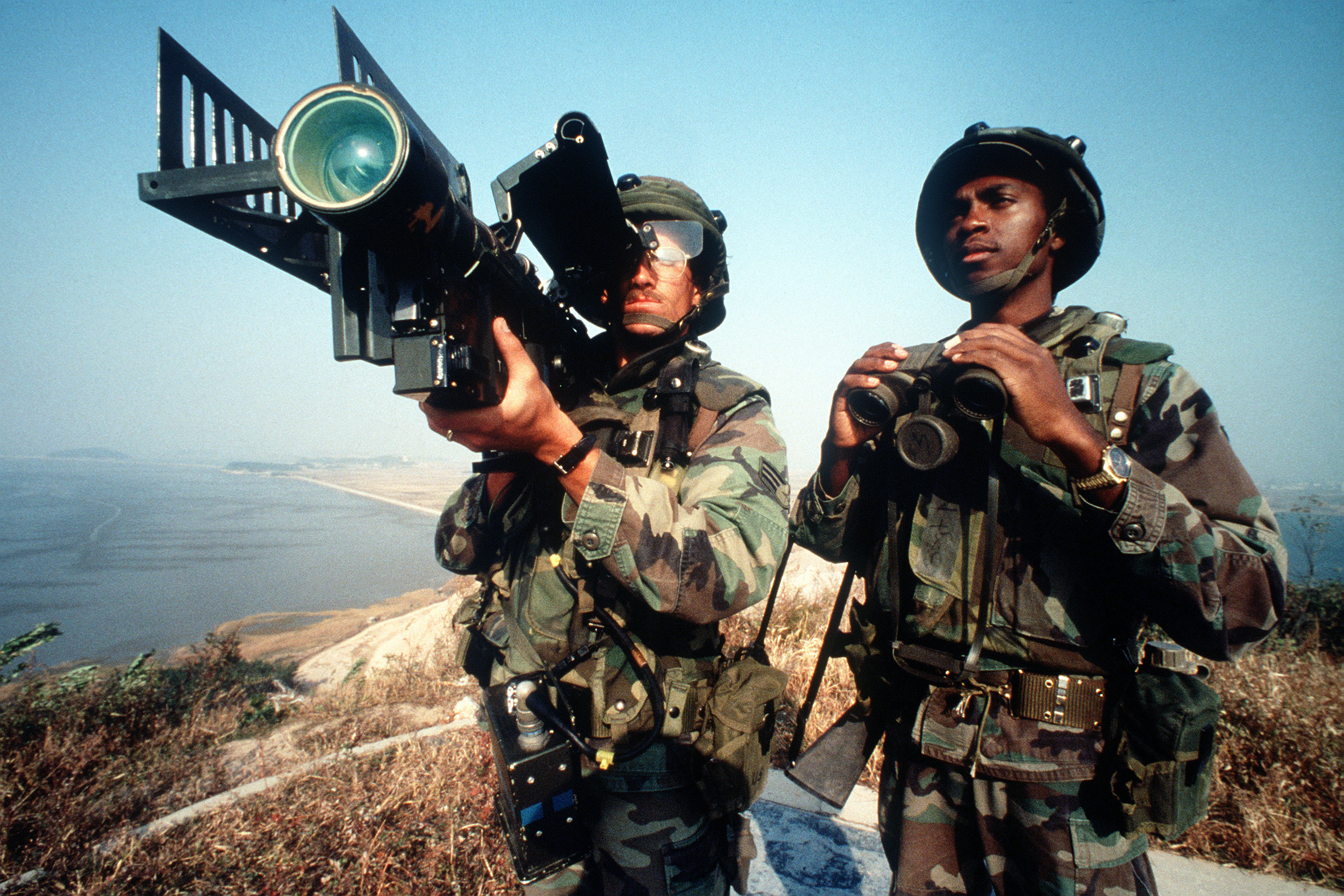
駐韓美軍位於群山空軍基地（Kunsan Air Base）的第8空軍憲兵中隊（8th Security Police Squadron），刺針飛彈小隊的兩名士兵，攝於1994年

FIM-92刺針便攜式防空飛彈（英語：FIM-92 Stinger，又稱毒刺防空飛彈）中文一般稱為便攜式防空導彈或肩射導彈，為小型人員攜行式防空導彈，採用紅外線導引熱追蹤以及紫外線物體追蹤，由美國研發並使用於所有美軍部隊，1981年服役至今。在美國和其他29個國家中。主要由雷神公司製造，授權德國的EADS和土耳其的ROKETSAN生產導彈，已經生產超過70,000枚導彈。經證實有270架飛機和直昇機被FIM-92刺針便攜式防空飛彈擊落。

## 特徵
FIM-92刺針便攜式防空飛彈是設計為一種易於搬運和操作的防禦型飛彈，雖然官方要求兩人一組操作，單人亦可操作。FIM-92B可以攻擊15,700英尺（4800米）範圍內和12,500英尺（3800米）高度下的飛機。其可安裝在悍馬 (軍用汽車)改裝的復仇者防空系統載具上或M2布萊德雷步兵戰車以上，並可以由傘兵攜帶快速部署於敵軍後方，至於直昇機發射版被稱為ATA或AIM-92 Stinger。
彈體長1.52米、直徑70毫米，尾翼100毫米，導彈重10.1公斤，包括發射架在內重15.2公斤（33.5磅）。刺針由小型兩節固體火箭推進，噴焰在發射者後方安全距離外，導彈最高速度為2.2馬赫（750米／秒），彈頭為3公斤穿透彈頭和延遲引信火藥。
發射時將電池冷凍模組（BCU）插入手把，氬氣會注入到系統內，並使瞄準器和飛彈通電。但因為冷凍模組攜帶的氣體有限所以非必要勿使用。如長時間缺乏保養，BCU會發生故障並造成無法使用，而發射器瞄準天線則使用充電電池供電。
刺針有三種衍生型；基本型、被動光學型（POST）、軟體電腦型（RMP）。
軟體電腦型（RMP）主要針對近年來戰機常裝設的反制系統提供反反制的可能性，因為其可以載入隨時升級的軟體和參數表以克制各種推陳出新的反制手法，其還可以在插槽上的唯讀記憶體中載入預設設定程式，如果軟體發生差錯還能用唯讀記憶體中的程式維持基本飛彈功能，其有4個CPU每1CPU有4KBRAM，程式運作時載入到RAM，因此並沒有許多備用記憶體空間，尤其是运行目標搜索和分析時。軟體電腦型RMP有雙導向：紅外線和紫外線雙波段追蹤，再加上軟體控制，使它更有機會躲過敵機的反制手段擊中敵機，其與只有紅外線的紅眼（Redeye）飛彈相比，效能高出極多。

## 發展史
美國陸軍在1960年代讓FIM-43C防空飛彈服役後，發現它仍有許多問題。第一代紅外線追蹤飛彈使用硫化鉛焦電型紅外線感測器，缺乏全方位追蹤能力、彈體也無法執行3g以上的飛行機動動作、抗紅外線干擾能力也很差；所以通用動力於1967年開始的紅眼 II專案，這是刺針飛彈的開發起點；該專案在1971年美國陸軍接受了該專案成果，注資開發；1972年3月紅眼II專案改名為刺針，代號XFIM-92A，仍委託通用動力開發。刺針飛彈的原型在1973年4月起開發，原定於在1973年11月開始測試，但是因為出現開發瓶頸延後了到1974年，但實際上直到1975年2月才完成原型彈，1975年3月開始測試，肩射式刺針飛彈並沒有如合約在1975年中旬完成。直到1975年7月，XFIM-92A才大致解決各種技術問題。美國陸軍在1978年4月正式採購FIM-92A，替換老舊的FIM-43紅眼防空飛彈。
在FIM-92A尚未量產前，1977年通用動力開始研發下一代刺針，XFIM-92B，或稱刺針被動光學型（Passive Optical Seeker Technique、POST）。刺針POST導引裝置配備了一顆新型微處理器，可分析雙波段訊號（紅外線/紫外線），並執行玫瑰花瓣式掃描（rosette-pattern image scanning），這些科技讓飛彈可有效分辨背景訊號/誘餌/目標之間的差別，大幅提高追熱飛彈的命中率。FIM-92B在1983年開始量產，A型與B型同時在1987年停產，兩款型號共生產了16,000枚。
取代A/B型的刺針飛彈為C型，1984年公開亮相，1987年9月量產，1989年服役，1991年時已經生產至少2萬枚提供給美國陸軍使用。C型的尋標器延續B型，但是加入了可改編程式微處理器（Reprogrammable Microprocessor，RMP）設計，讓飛彈尋標器可用軟體升級的手段增強追蹤能力、改善反制辨識。1989年7月，FIM-92D服役；與C型的差別就只有更新軟體；後來庫存的C／D型彈於2002年9月開始升級為G型。
目前較為普及的刺針飛彈為1992年4月開始研發的FIM-92E。又稱刺針RMP block1。在研發刺針RMP block1時，通用動力將飛彈部門出售給休斯飛機公司，成為刺針家族的第二任主承包商。FIM-92E仍使用了許多FIM-92D技術，升級主體是以增加滾動感應器（roll sensor）、升級追蹤軟體等方式對付小型目標（如巡弋飛彈、無人機）。進一步的軟體升級版本稱FIM-92F，也是目前主要的刺針飛彈量產型。
替換FIM-92E的計畫在1996年便開始，稱為刺針RMP block2。該計劃希望將飛彈尋標器換成焦平面陣列、成像紅外線搜索技術，該技術的來源則是由AIM-9X上移植，理論上更換尋標器的飛彈可以在更複雜的戰場環境中運作，並讓有效射高提升到25,000英尺（7,600公尺）；飛彈研發也進入了EMD階段（工程與製造發展階段），原定在2004年將進入量產，但美國陸軍因預算問題在2002年將這計劃叫停。在2014年起，現有的刺針RMP block1開始執行延壽翻修計畫，該計畫希望讓庫存的刺針飛彈繼續操作10年；翻修後的型號稱為FIM-92J，配備了近接信管對抗熱訊號較小的輕型無人機。
從1984年以來刺針配發到許多美軍船艦上以作為點防禦之用，特別是中東海域的船隻。實際上，Little Creek Virginia號直到1993年退役時船上都還有一支專門的刺針射擊小隊編製在兩棲登陸大隊。指揮官要求這種兩到四人的射擊小隊每一條船的甲板戰鬥小組都要有編制。

## 服役史
1982年5月21日是刺針初次實戰，於英阿福克蘭戰爭，英軍特種部隊秘密部署了六具飛彈，雖然他們沒有接受很多操作訓練。唯一一個接受該系統訓練的英國的SAS士兵，本應由他來教授其他士兵使用，卻在5月19日的一次直升機失事中喪生。然而1982年5月21日一名SAS士兵擊落了一架阿根廷Pucará 對地攻擊機，在5月30日約上午11點，一架阿根廷FMA IA 58 Pucará攻击机在kent山脈附近被同樣是由SAS士兵所發射的導彈擊落，六名阿根廷特種部隊隊員陣亡，另有八人受傷。然後來發射的連續失誤主要因英軍不熟悉刺針的複雜充電系統和操作程序，所以後來戰爭中雙方都以吹管防空飛彈為主力。
美國CIA也提供過超過500具刺針給阿富汗游擊隊攻擊蘇聯，在1980年代蘇聯的暴風行動中，給予蘇聯航空軍隊嚴重打擊，使刺針直升機殺手的名號不脛而走。1989蘇聯撤退後，美國想買回這些導彈，但有些還是流入伊朗，另外有一些還用在後來推翻安哥拉政府的行動，80年代雷根總統也提供給一批導彈給UNITA反政府組織。在這兩個案例，事後回收導彈都失敗，雖然推測這些導彈會因為電池損壞而漸漸失效，不過仿製品與替換零件似乎已經存在使得刺針在美國以外仍然持續被使用。後來發現巴基斯坦還是用刺針在卡吉爾戰爭中擊落印度Mi-8直昇機和Mig-21戰機，並損壞一架坎培拉型偵察機。巴基斯坦後來還正式研發出了自己的改良型刺針安扎便攜式防空飛彈，並開始賣掉舊型的美國刺針。

## 成本
- 1983年時通用動力發布獲合約生產2,598枚刺針與發射器給美軍，總值9,390萬美金，平均36,000美金一枚[6]。
- 1988年美國政府再簽訂三年合約生產20,000枚總值6億9千5百萬美元，平均35,000美金一枚[1]。
- 1988年瑞士訂購2,500枚刺針RMP型，總值3億1千5百萬美元，平均126,000美金一枚[1]。
- 1990年時向雷神訂購1,338枚總值4,510萬美金，平均33,000美元一枚[1]。
- 2002年，美國賣二手的69枚導彈與發射器、攜帶雷達、訓練課程給立陶宛，總值3,400萬美元[7]，估計1/3成本是導彈本身，那每枚也有165,000美元。

自從蘇聯從阿富汗撤軍，美軍嘗試買回當初支援游擊隊的的刺針，定立5,500萬美金預算，買回300枚。
美軍目前庫存有13,400枚，總值72億8,100萬美元。

## 使用國
- 阿富汗
- 阿尔巴尼亚
- 安哥拉
- 巴林
- 智利
- 哥伦比亚
- 丹麦
- 埃及
- 芬兰
- 德国：由EADS許可製造。
- 希腊
- 以色列
- 伊朗
- 伊拉克
- 義大利

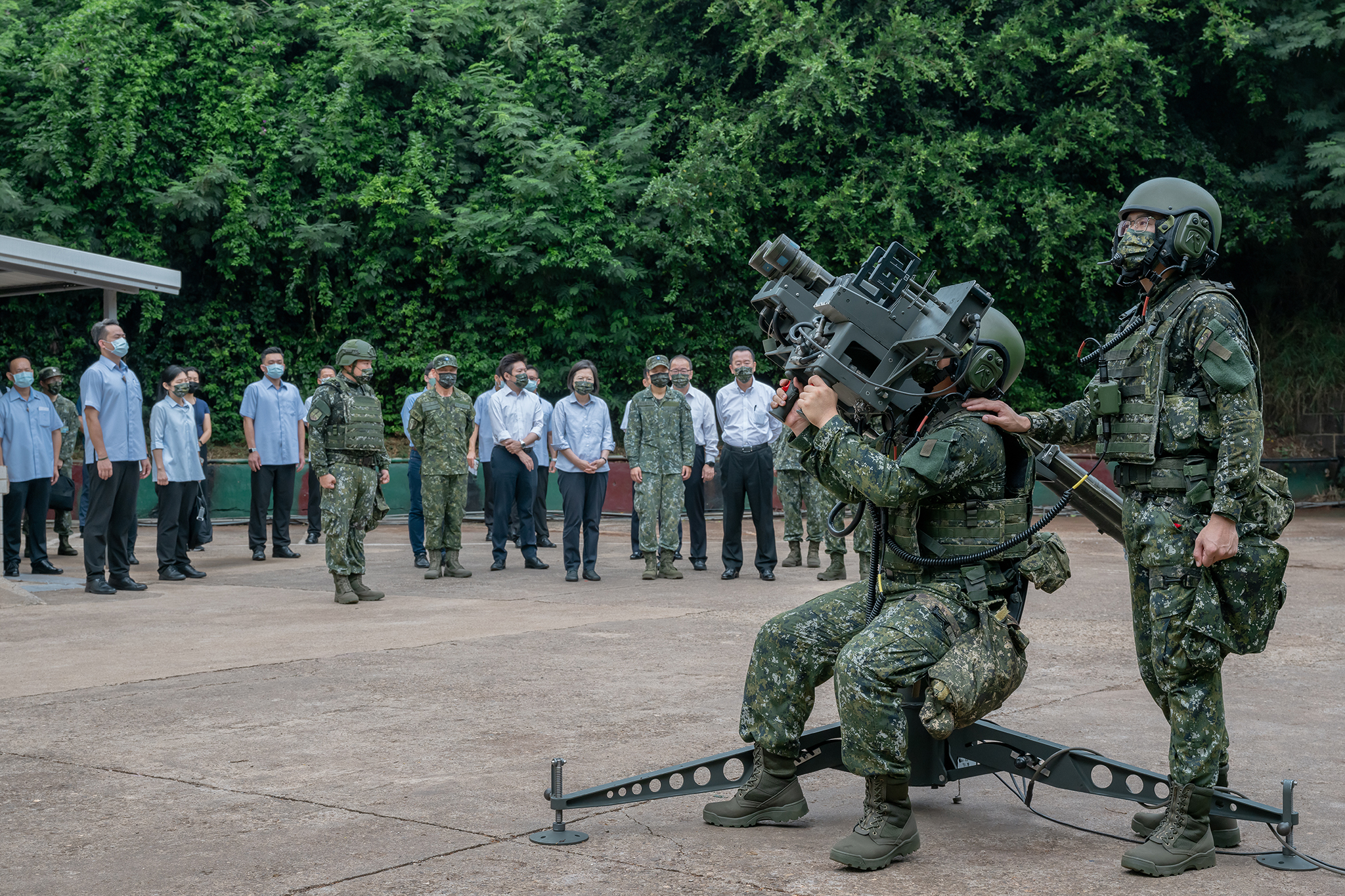
正在操作雙聯裝刺針飛彈系統的中華民國海軍陸戰隊防空警衛群

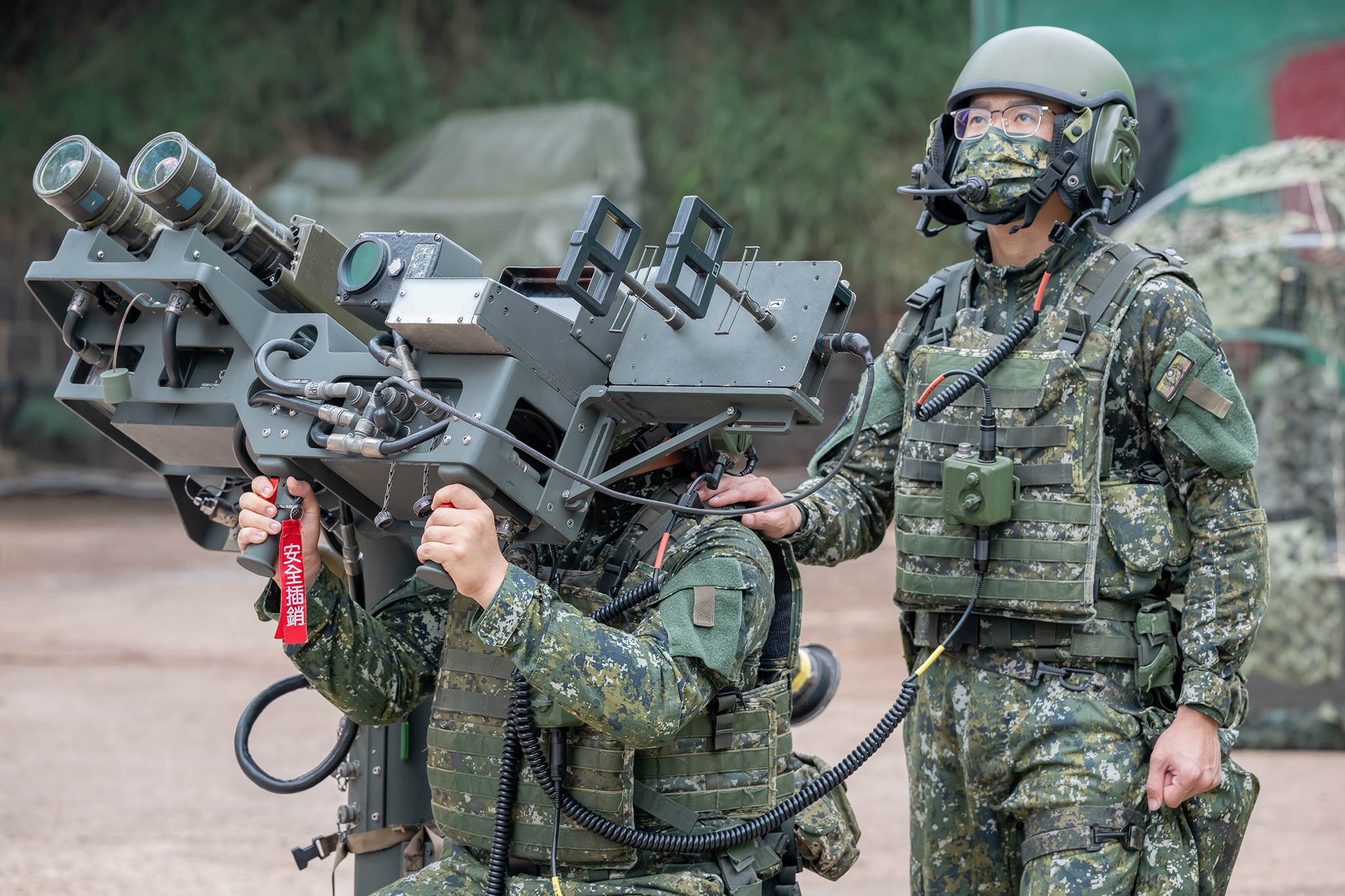
正在操作雙聯裝刺針飛彈系統的中華民國海軍陸戰隊防空警衛群

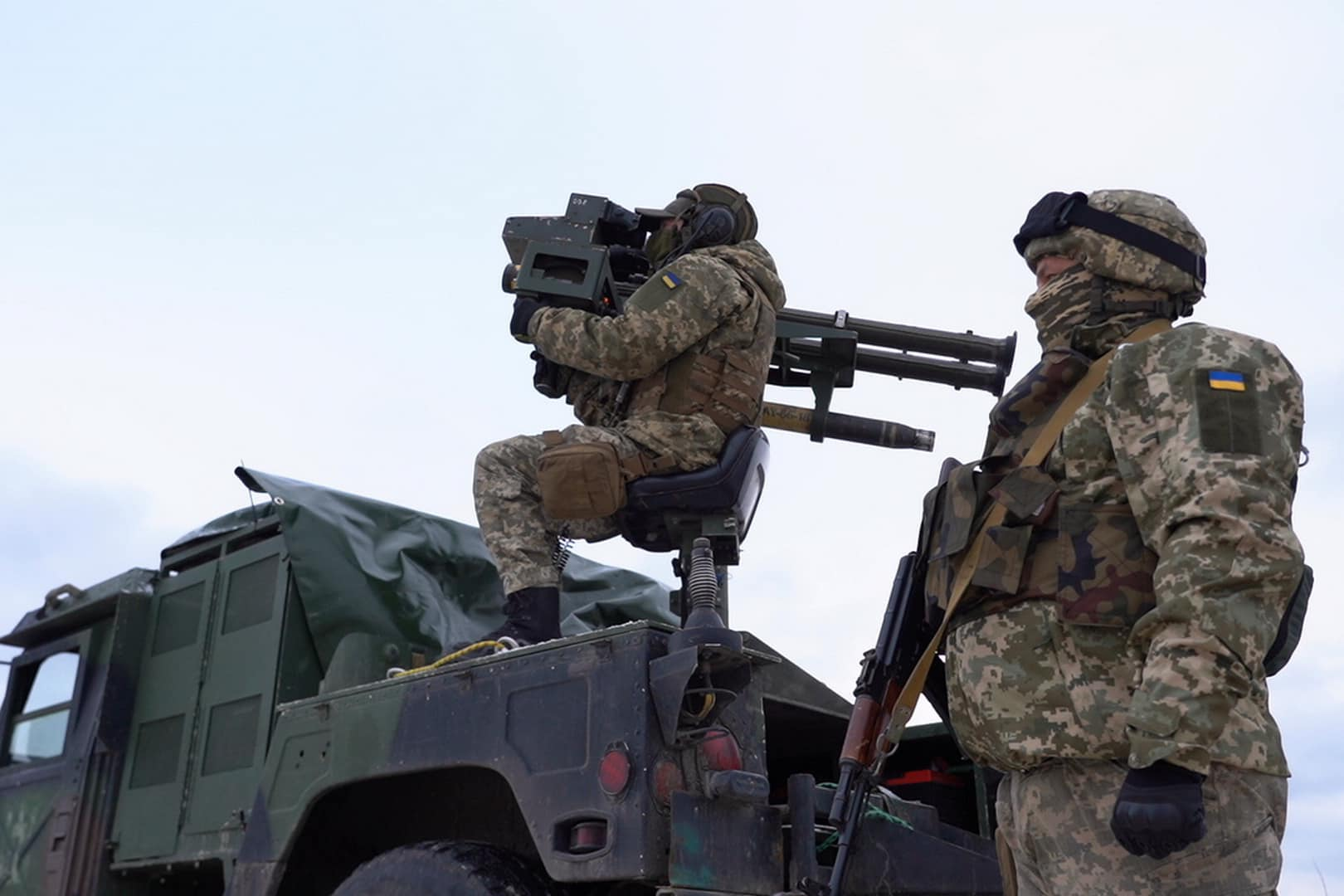
俄羅斯入侵烏克蘭期間正在使用雙聯裝刺針飛彈系統防空的烏克蘭陸軍士兵

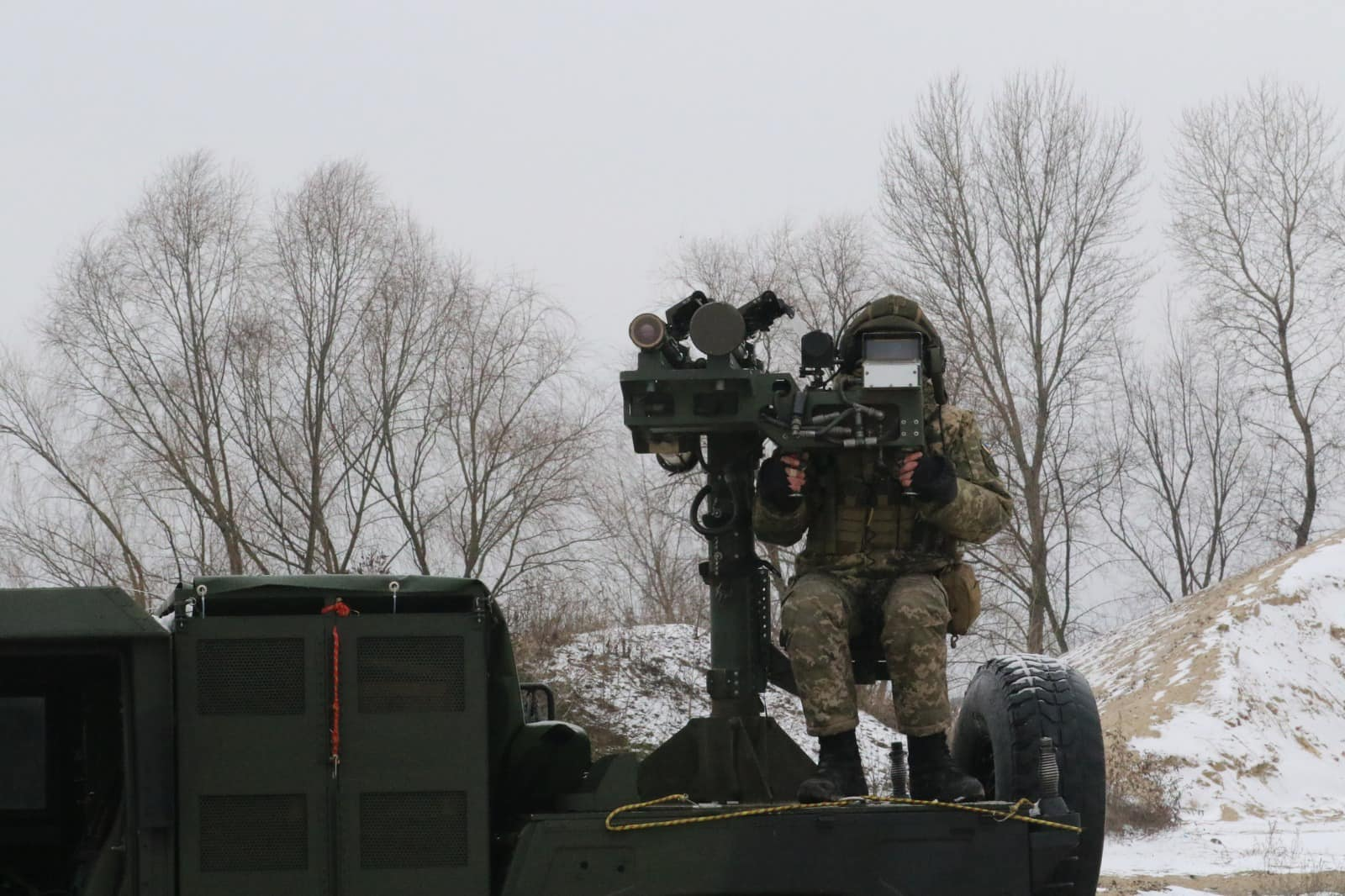
俄羅斯入侵烏克蘭期間正在使用雙聯裝刺針飛彈系統防空的烏克蘭陸軍士兵

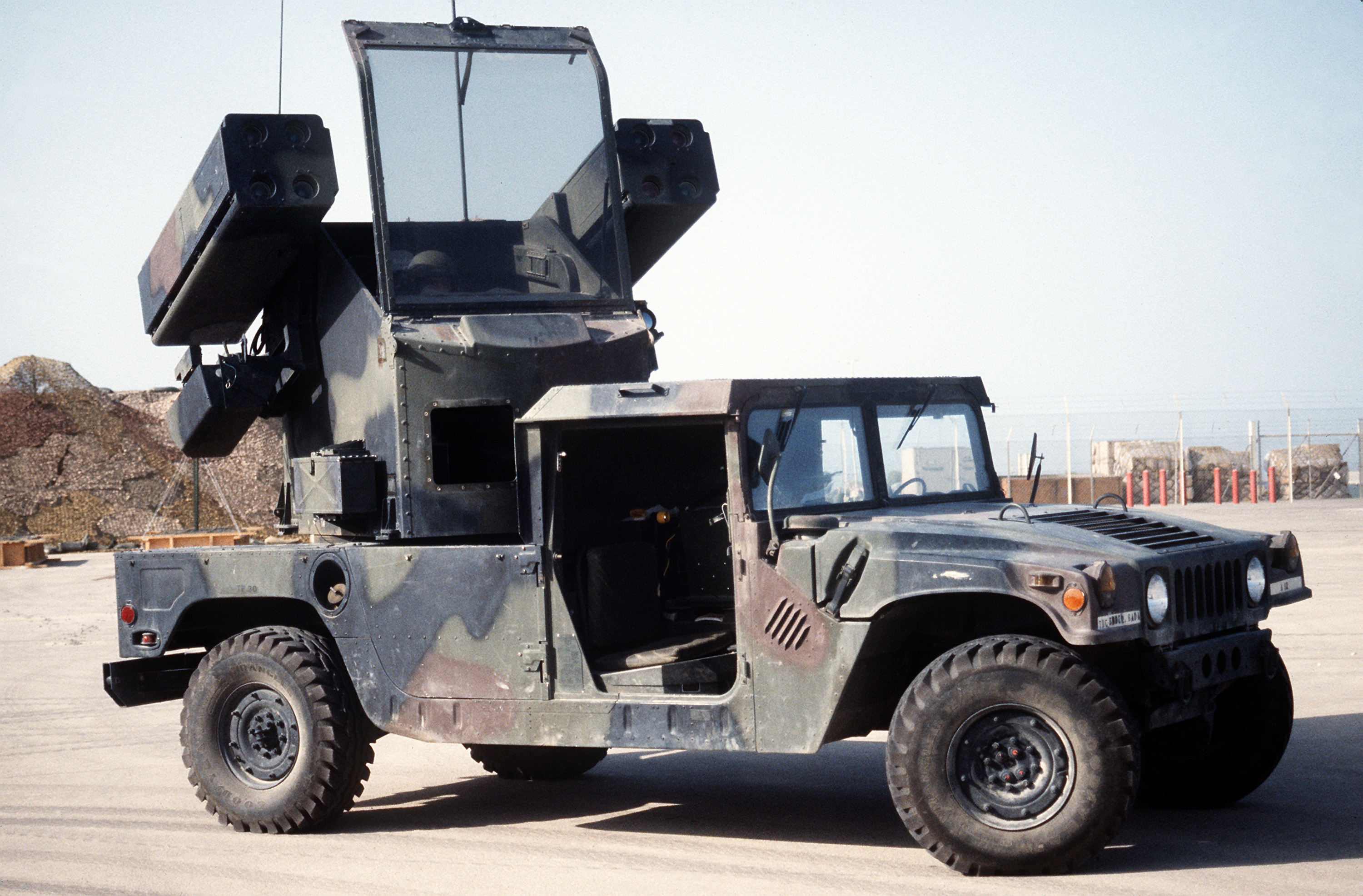
裝備8枚刺針飛彈的復仇者防空飛彈系統

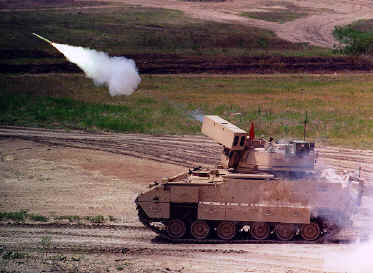
加裝刺針飛彈的以作防空的M2布雷德利稱為M6後衛

- 日本：已經停止採購，現用91式便攜地對空導彈。
- ：已經停止採購，現用西北風和神弓便攜式防空飛彈系統。
- 拉脫維亞
- 立陶宛
- 墨西哥
- 緬甸
- 荷蘭
- 挪威
- 巴基斯坦：350枚在巴基斯坦陸軍。
- 葡萄牙
- 中華民國：中華民國陸軍使用復仇者系統，AH-64E使用 AIM-92刺針飛彈，中華民國海軍陸戰隊與外（離）島部份採用雙聯裝系統，發射系統108套、1,193枚刺針飛彈；陸軍250枚肩扛式刺針飛彈，發射系統108套、敵我識別器108套；海軍250枚肩扛式刺針飛彈，發射系統70套、敵我識別62套，總共採購500枚肩扛式刺針飛彈，發射系統178套、敵我識別170套，預計2025年全數交付。

根據國防部送到立法院的114年度國防部預算書顯示，陸軍增購1985枚肩扛式刺針飛彈，發射系統549套，敵我識別器549套，海軍增購的45枚肩扛式刺針飛彈丶15套發射系統及15套敵我識別器，憲兵增購91枚肩扛式刺針飛彈，發射系統21套，敵我識別器21套。規劃在2031年全數運交。
- 斯洛維尼亞
- 西班牙
- 瑞典
- 瑞士：由EADS許可製造
- 土耳其：由ROKETSAN許可製造。
- 爭取安哥拉徹底獨立全國聯盟
- 乌克兰：2022年俄羅斯入侵烏克蘭期間由德國、丹麥、荷蘭、義大利、立陶宛和拉脫維亞等多個盟國在美國國防部批准下轉讓。美國亦向烏克蘭軍隊轉讓了數量不詳的刺針導彈。
- 英国
- 美国

## 流行文化
- 戰地風雲系列
- 決勝時刻系列
- 潛龍諜影系列

## 與其他產品比較表
|                      | 9K34箭-3便攜式防空飛彈                          | 9K38針式防空飛彈                                | 9K310 針-1式防空飛彈                            | FIM-92刺針便攜式防空飛彈                     | 飛弩-6便攜式防空導彈                                                                    |
| -------------------- | ----------------------------------------------- | ----------------------------------------------- | ----------------------------------------------- | -------------------------------------------- | --------------------------------------------------------------------------------------- |
| 服役開始             | 1974                                            | 1983                                            | 1981                                            | 1982                                         | 2008-2010                                                                               |
| 備射總重             | 16.0 kg （35.2 lb）                             | 17.9 kg （39.5 lb）                             | 17.9 kg （39.5 lb）                             | 14.3 kg （31.5 lb）                          | 16.0 kg （35.2 lb）                                                                     |
| 飛彈重               | 10.3 kg （22.7 lb）                             | 10.8 kg （23.8 lb）                             | 10.8 kg （23.8 lb）                             | 10.1 kg （22.3 lb）                          | 10.8 kg （23.8 lb）                                                                     |
| 彈頭重               | 1.17 kg （2.6 lb）， 390 g （13.75 oz） HMX炸藥 | 1.17 kg （2.6 lb）， 390 g （13.75 oz） HMX炸藥 | 1.17 kg （2.6 lb）， 390 g （13.75 oz） HMX炸藥 | 2–3 kg （4–6 lb）， 450 g （15.9 oz） HE炸藥 | >1 kg （>2 lb）， 400-600 g （14.1-21.16oz） ？炸藥                                     |
| 戰鬥部               | 破片                                            | 破片                                            | 破片                                            | 連續杆                                       | 破片                                                                                    |
| 可用引信             | 碰炸引信。                                      | 延遲引信， 磁感應引信。                         | 延遲引信， 磁感應引信                           | 延遲引信。                                   | 延遲引信， 碰炸引信。                                                                   |
| 速度，平均／最高     | 470 m/s （1050 mph） 穩定速                     | 600 m/s （1350 mph） 穩定速                     | 600 m/s （1350 mph） / 800 m/s （1800 mph）     | 700 m/s （1500 mph） / 750 m/s （1700 mph）  | 360 m/s （1,181.1 mph） / 600 m/s （1,968.5 mph）                                       |
| 射程                 | 4100 m （13,500 ft）                            | 5200 m （17,000 ft）                            | 5000 m （16,400 ft）                            | 4500–4800 m （14,800–15,700 ft）             | 500–6000 m （1,640.42－19,685.04 ft）                                                   |
| 目標物接近時最高速度 | 260 m/s （580 mph）                             | 360 m/s （805 mph）                             | 360 m/s （805 mph）                             | 750 m/s （1678 mph）                         | 360 m/s （805 mph）                                                                     |
| 目標物遠離時最高速度 | 310 m/s （690 mph）                             | 320 m/s （715 mph）                             | 320 m/s （715 mph）                             | 660 m/s （1476 mph）                         | 300 m/s （671 mph）                                                                     |
| 導引元件             | 氮冷卻， 硫化物 （PbS）                         | 氮冷卻， 銦銻化合物（InSb） 免冷卻硫化物（PbS） | 氮冷卻， 銦銻化合物（InSb）                     | 氬冷卻， 銦銻化合物（InSb）                  | 氟化鎂冷卻， ？                                                                         |
| 掃描頻率             | 調頻                                            | 調頻                                            | 調頻                                            | 調頻                                         | 調頻                                                                                    |
| 其他資料             |                                                 | Aerospike科技可以減少超音波氣流殆速             | Tripod-mounted科技可以減少超音波氣流殆速        |                                              | 由氟化鎂材料組成的八棱錐導引頭可以減少空氣阻力 採用鈦合金預置破片式戰鬥部可加裝更多炸藥 |

## 相關連結
- FIM-43紅眼便攜式防空飛彈
- AN/ALE-47反制灑佈器
- 9K32（SA-7）
- 9K34（SA-14）
- 9K38（SA-18）
- 9K333（SA-29）
- 飞弩-6便携式防空导弹（FN-6）
- 91式便攜地對空導彈
- 愛國者飛彈
- 雷神公司
- 通用動力
- 詹氏資訊集團

## 外部連結
- Raytheon (General Dynamics) FIM-92 Stinger - Designation Systems（页面存档备份，存于）
- Defense Update: Stinger VSHORAD Missile
- FIM-92A Stinger Weapons System: RMP & Basic（页面存档备份，存于）

## 外部影片連結
- Video #1（页面存档备份，存于）
- Video #2（页面存档备份，存于）
- Video #3（页面存档备份，存于）
- Video #4（页面存档备份，存于）
- Video #5（页面存档备份，存于）
- Video #6（页面存档备份，存于）